# Hydrogène jaune

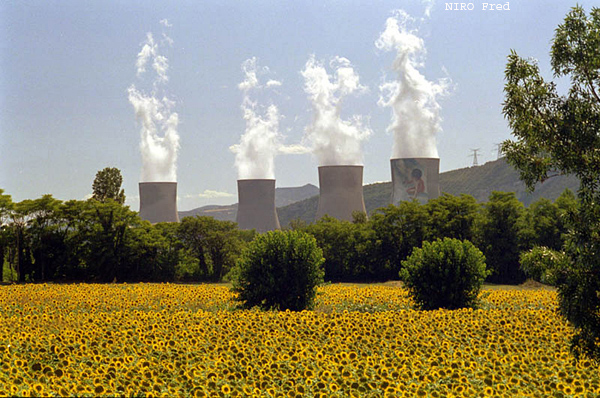
Centrale nucléaire de Cruas en Ardèche (France).

L'hydrogène jaune (parfois aussi appelé hydrogène rose ou hydrogène violet) est le dihydrogène produit par électrolyse de l'eau en utilisant l‘électricité d’origine nucléaire. Par contraste, l'hydrogène vert est issu d'électricité décarbonée d’origine renouvelable ou nucléaire et l'hydrogène gris, brun ou bleu est issu de sources fossiles ou d'électricité produite à partir de ces sources.

## Définition
L'« hydrogène jaune » est le dihydrogène produit par électrolyse de l'eau en utilisant de l'électricité d’origine nucléaire, il est donc décarboné (dit « hydrogène vert »). Il est distinct de l'« hydrogène gris » ou « brun/noir », produit à partir de combustibles fossiles (par exemple par vaporeformage) ou d'électricité produite à partir de ces combustibles. 
Une forme de cogénération électricité/hydrogène est également envisagée (voir aussi Électrolyse à haute température).

## Ambition politique
Le Plan stratégique pour l’énergie 2035 publié en 2021 par la Russie comprend l'ambition d'exporter 200 000 tonnes d'hydrogène d'ici 2024 et 2 millions de tonnes d'ici 2035. Cet hydrogène sera « bleu » (vapo-reformage du méthane par Gazprom avec capture et séquestration du CO2) et « jaune » (issu de l'énergie nucléaire produite par Rosatom),.

## Source et références
1. ↑  « Les 7 couleurs de l’hydrogène », sur H2H24 (consulté le 24 juin 2021).
2. ↑  (en) « Hydrogen Production: Thermochemical Water Splitting » [« Production d'hydrogène : Décomposition thermochimique de l'eau »], sur Département de l'Énergie des États-Unis.
3. ↑  « La revanche annoncée de l'hydrogène jaune et bleu sur l'hydrogène vert », Article,‎ 23 novembre 2020 (lire en ligne, consulté le 24 juin 2021).
4. ↑  « Énergies du futur. La Russie à l’assaut de l’hydrogène », sur Courrier international, 31 octobre 2020 (consulté le 24 juin 2021).